# مونتيفريدان
مونتيفريدان؛ هي إحدى المجتمعات المحلية في مقاطعة أفيلينو، كامبانيا، جنوب إيطاليا.

## تاريخ
المنطقة التي يقف فيها مونتفريدان اليوم كان يسكنها السامنيون في العصور القديمة. في وقت لاحق ، استقر السكان الرومان بالقرب من قرية أركيلا الحالية. يعود تاريخ المباني الرئيسية في مونتيفريدان إلى القرن السادس الميلادي، عندما فر سكان أبيلينوم ( أتريبالدا الآن) من هنا بعد تدمير قريتهم. في العصور الوسطى ، تم ذكر مونتيفريدان في كتالوج بارونوم (1150 – 68) كجزء من مقاطعة أفيلينو. في القرون التالية، من خلال فترات الصعود والهبوط المتعلقة بأسماء العديد من العائلات النبيلة، مثل دي توفو وكابيسي وبرانكاتشيو واورسيني، اكتسبت مونتيفريدان أهمية متزايدة، حتى أدى وباء عام 1656 إلى تقليل تطورها بشكل كبير. بين عامي 1650 و 1806، كانت الأرض مملوكة لعائلة كاراتشولو النبيلة، والتي جلبتها إلى رونقها السابق مع بناء القلعة. تضررت المدينة بشدة جراء زلزال إيربينيا عام 1980 .